# Astropecten hermatophilus
Astropecten hermatophilus är en sjöstjärneart som beskrevs av Percy Sladen 1883. Astropecten hermatophilus ingår i släktet Astropecten och familjen kamsjöstjärnor. Inga underarter finns listade i Catalogue of Life.